# Levica
Levica je politička udruga u Srbiji koju vodi društveni i politički aktivist Slobodan Milovanović.
U svom djelovanju udruga se zalaže za okupljanje progresivnih snaga i ostvarenje ciljeva na području socijalne, ekološke i socijalne pravde. Na političkoj sceni Srbije Ljevica je pozicionirana kao opozicija Srpskoj naprednoj stranci i Aleksandru Vučiću.

## Povijest
Program Levice temelji se na četiri osnovna dokumenta (Nacionalna programska platforma "Srbija za sve", Novi društveni ugovor, Srbija na prvom mjestu i Fiskalna strategija).
Udruga je od početka svog djelovanja donijela i nekoliko programskih deklaracija u kojima ističe svoju privrženost temama vojno-političke neutralnosti, ekologije, rada, mentalnog zdravlja te nesuradnje sa strankama i pojedincima okupljenim oko vladajuće koalicije.
Predsjednik udruge Milovanović predložio je okvir za moguće rješenje statusa Kosova u autorskom tekstu za Danas objavljenom 12. kolovoza 2022. godine.